# آنالایزر گاز حرارتی و تکامل یافته

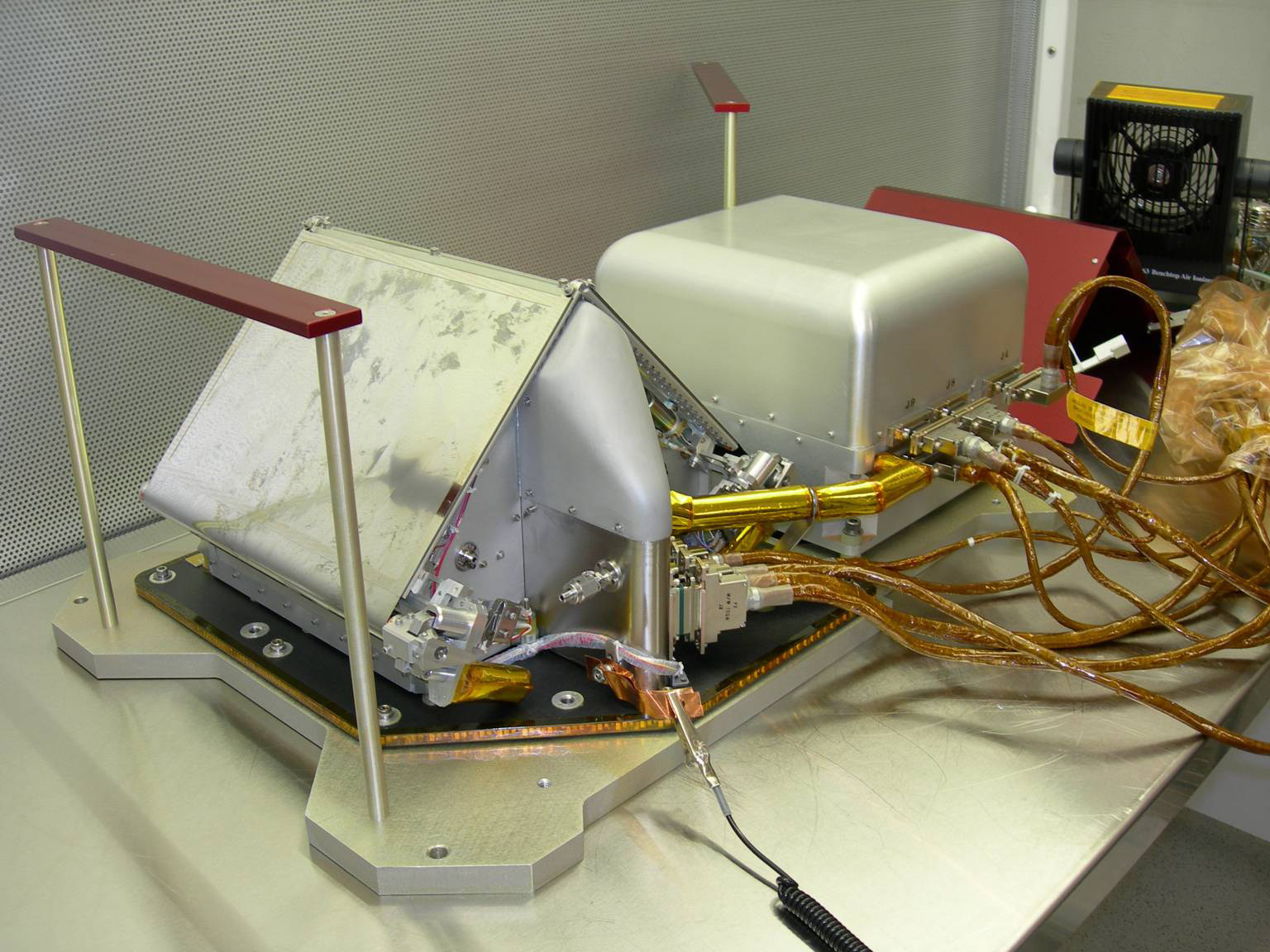
آنالایزر گاز حرارتی و تکامل یافته

آنالایزر گاز حرارتی و تکامل یافته (TEGA) یک ابزار علمی روی فضاپیمای فونیکس، یک فرودگر مریخ است که در سال ۲۰۰۸ بر روی سیاره مریخ فرود آمد و کار کرد. طراحی TEGA بر اساس تجربه به دست آمده از مأموریت شکست‌خورده قطب نشین مریخ است. نمونه‌های خاک گرفته‌شده از سطح مریخ توسط بازوی ربات در نهایت به TEGA تحویل داده می‌شوند، جایی که در یک کوره تا حدود ۱۰۰۰ درجه سانتی‌گراد گرم می‌شوند. این گرما باعث می‌شود که ترکیب‌های فرار به صورت گازی خارج شوند که برای تجزیه و تحلیل به طیف‌سنج جرمی فرستاده می‌شود. این طیف‌سنج برای اندازه‌گیری نسبت‌های ایزوتوپی برای اکسیژن، کربن، نیتروژن و گازهای سنگین‌تر تنظیم شده است. مقادیر تشخیص به ۱۰ قسمت در میلیارد می‌رسد. فونیکس TEGA دارای ۸ کوره است که برای برداشتن ۸ نمونه کافی می‌باشد.
اجزای اصلی:
- کالری سنج اسکن دیفرانسیل
- طیف‌سنج جرمی

خاک توسط یک بازوی رباتیک که به شکل ملاقه است، به TEGA تحویل داده شد.

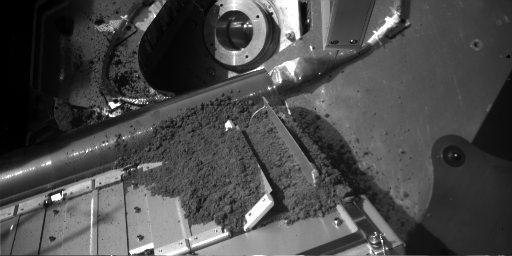
خاک مریخ در حال تحویل به TEGA